# 7 Krakowski Szczep Halny im. gen. Mariusza Zaruskiego
7 Krakowski Szczep Halny im. gen. Mariusza Zaruskiego – jedno ze środowisk Związku Harcerstwa Polskiego na terenie Hufca Kraków-Nowa Huta w ZHP. Istnieje od 1994 roku.
Funkcjonuje na obszarze os. Dywizjonu 303, os. Oświecenia, os. 2 Pułku Lotniczego, os. Kościuszkowskiego w Krakowie. Siedziba główna znajduje się na os. Dywizjonu 303 bl. 66.
Obecnym komendantem jest pwd. Katarzyna Kuźniarowska HO.

## Obecne jednostki

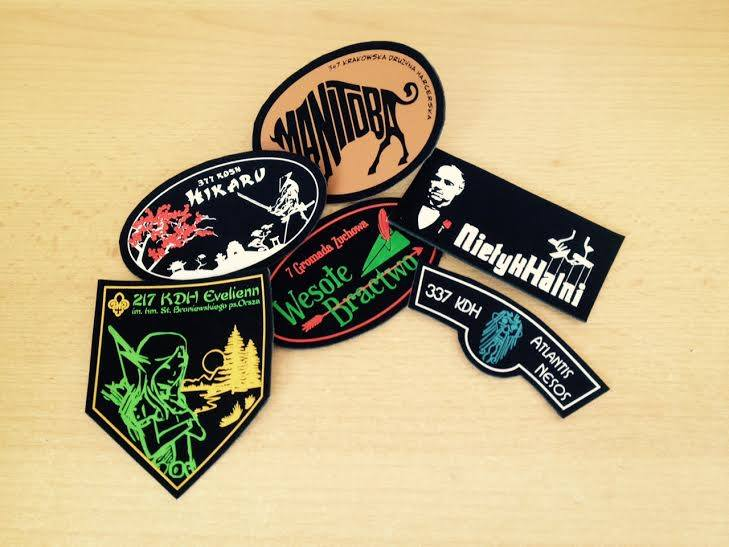
Plakietki drużyn i gromad

### 7 Gromada Zuchowa „Wesołe Bractwo”
Jednostka dla dzieci w wieku 6–9 lat, która ma swoje zbiórki na os. Oświecenia w Szkole Podstawowej nr 130 w Krakowie. Tematem przewodnim gromady jest Robin Hood.

### 217 Krakowska Drużyna Harcerska „Evelienn” im. hm. Stanisława Broniewskiego ps. „Orsza”
Nazwana na cześć Stanisława Broniewskiego. Jednostka dla młodzieży w wieku 10–12 lat, która ma swoje zbiórki na os. Oświecenia w Szkole Podstawowej nr 130 w Krakowie. Tematem przewodnim drużyny są elfy.

### 337 Krakowska Drużyna Harcerska „Atlantis Nesos” im. hm. Marii Łyczko ps. „Szara”
Nazwana na cześć Marii Łyczko. Jednostka dla młodzieży w wieku 10–12 lat, która ma swoje zbiórki na os. Dywizjonu 303 w Związku Szkół Ogólnokształcących nr 14 w Krakowie. Tematem przewodnim drużyny jest Atlantyda.

### 377 Krakowska Drużyna Starszo Harcerska „Hikaru”
Jednostka dla młodzieży w wieku 13–16 lat, która ma swoje zbiórki na os. Dywizjonu 303 w Związku Szkół Ogólnokształcących nr 14 w Krakowie. Tematem przewodnim drużyny jest Japonia.

## Historia Szczepu
W latach 1994–2002 istniały drużyny: VII DH „Limby”, VII DH „Jodły”, VII DH „Graby”, VII DH „Jawory”, VII DH „Buki”, VII DH „Dęby”, VII DSH „Modrzewie”. Później Szczep Halny został przeniesiony do Hufca Kraków – Nowa Huta.

### Komendanci
- Katarzyna Kuźniarowska (kwiecień 2020)
- Ewa Sobolewska (kwiecień 2016[2] – kwiecień 2020)
- Karol Kuźniarowski (kwiecień 2014[3] – kwiecień 2016)
- Beata Madej (kwiecień 2006[4] – kwiecień 2014)
- Jarosław Porański (2002–2006)
- Radosław Siemiński (2000–2002)
- Sławomir Majka (1996–2000)
- Paweł Chmielowski (mianowanie z dnia 18 grudnia 1987 roku)

Lata 1994–2019

## Charakterystyczne elementy na mundurze

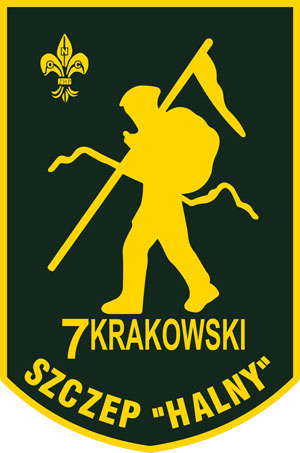
Plakietka Szczepu 7 Krakowskiego Szczepu „Halny”

### Plakietka Szczepu
Przedstawia Plakietka (harcerza idącego z plecakiem i proporcem na tle gór), lilijkę harcerską oraz napis „7 Krakowski Szczep Halny”. Tło jest oliwkowe, a szczegóły żółte.
Warunki otrzymania Plakietki:
- Wstąpienie do jednostki Szczepu i regularne uczestnictwo w jej pracach przez okres co najmniej 4 miesięcy. W przypadku funkcyjnego Szczepu – pełni przez ten okres funkcję w Szczepie.
- Posiadanie munduru ZHP zuchowego/harcerskiego.
- Uczestnictwo w przynajmniej 1 akcji Szczepu.
- Znajomość podstawowych danych dotyczących Szczepu: nazwę, rok założenia, kto jest bohaterem Szczepu, gdzie znajduje się siedziba Szczepu, imię i nazwisko Komendanta Szczepu.
- Przestrzeganie Prawa Zucha, Prawa Harcerskiego, Kodeksu Wędrowniczego, a jeśli jest funkcyjnym to także Kodeksu Funkcyjnego Szczepu.
- Opłacenie składki członkowskiej.
- Wyrażenie chęci otrzymania Plakietki Szczepu.

#### Odznaka Szczepu
Przypinka, która przedstawia lilijkę z literami ONC, liczbą 7 na pierścieniu lilijki oraz napisem „Kr. Szczep Halny”. Kolor mosiężny.
Warunki otrzymania Odznaki:
- Wstąpienie do jednostki Szczepu i regularne uczestnictwo w jej pracach przez okres co najmniej 3 lat. W przypadku funkcyjnego Szczepu – pełni przez ten okres funkcję w Szczepie.
- Posiadanie Plakietki Szczepu.
- Uczestnictwo w przynajmniej 2 obozach letnich lub/i zimowych Szczepu, a także regularnie uczestniczy w akcjach Szczepu.
- Znajomość danych dotyczących Szczepu: życiorys bohatera Szczepu, historia Szczepu, jednostki należące do Szczepu, odwiedzenie siedziby Szczepu.
- Przestrzeganie Prawa Zucha, Prawa Harcerskiego, Kodeksu Wędrowniczego, a jeśli jest funkcyjnym to także Kodeksu Funkcyjnego Szczepu.
- Opłacenie składki członkowskiej.
- Wyrażenie chęci otrzymania Odznaki Szczepu.

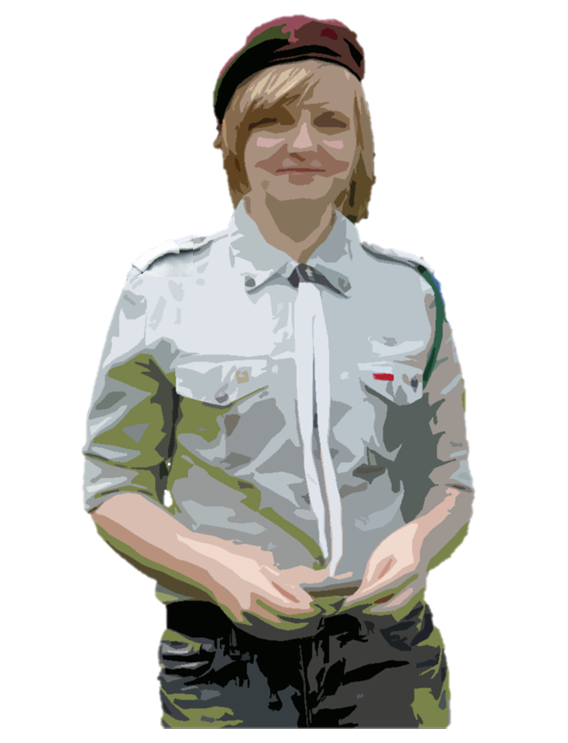
Biała chusta i pagony na mundurze damskim ZHP

### Chusta i pagony
Chusta płócienna o wymiarach 70x70x100 cm lub 93x93x130 cm w kolorze białym, spięta suwakiem (pierścieniem) o dowolnym wzorze.
Pagony – kawałek materiału na patce na ramionach bluzy mundurowej. Halny używa białych pagonów, najlepiej z numerem 7 oznaczającym numer szczepu i oznaczeniem stopnia harcerskiego.

## Akcje śródroczne

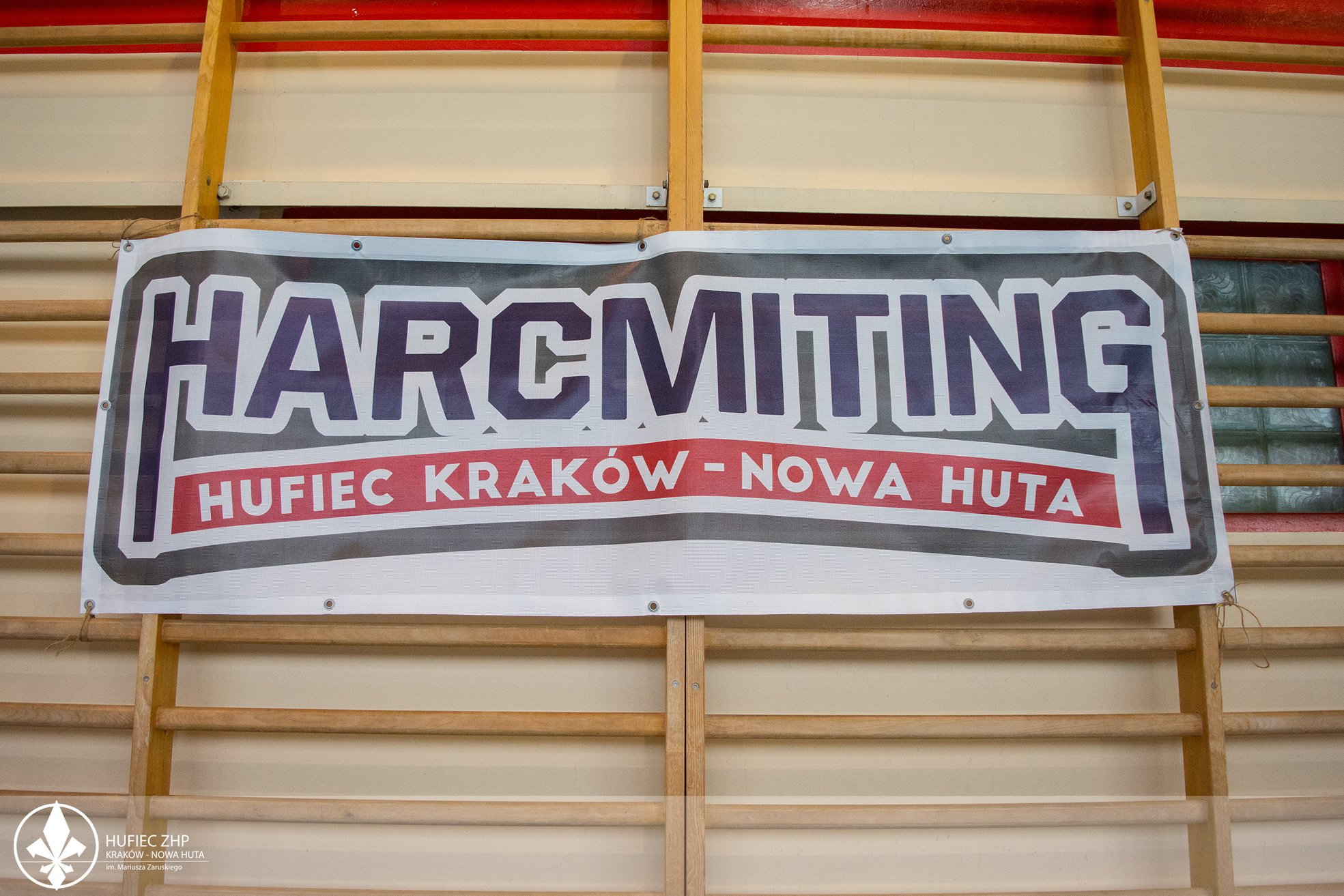
Logo Harcmitingu

### Harcmiting
Jest to turniej sportowy organizowany przez Szczep Halny dla harcerzy z Hufca Kraków – Nowa Huta w dyscyplinach: piłka nożna, koszykówka, siatkówka (czasem strzelectwo). Wydarzenie dzieli się na kategorie wiekowe (harcerze, harcerze starsi, wędrownicy i kategoria open).
Pierwszy oficjalny Harcmiting odbył się w marcu 2005 roku, choć już w latach 90 odbywały się sparingi rekreacyjne między szczepami.

### Akcja Znicz
Zbiórka publiczna, która polega na sprzedaży zniczy na Cmentarzu Batowice lub Cmentarzu Grębałów w Krakowie. Środki są pożytkowane na bieżącą pracę szczepu, jednostek lub na cele Harcerskiej Akcji Letniej.

### Akcja Chorągiewka
Zbiórka publiczna, która polega na sklejeniu chorągiewek w drużynach, a następnie oferowanie ich ludziom w zamian za wsparcie pieniężne.